# Christa Winsloe

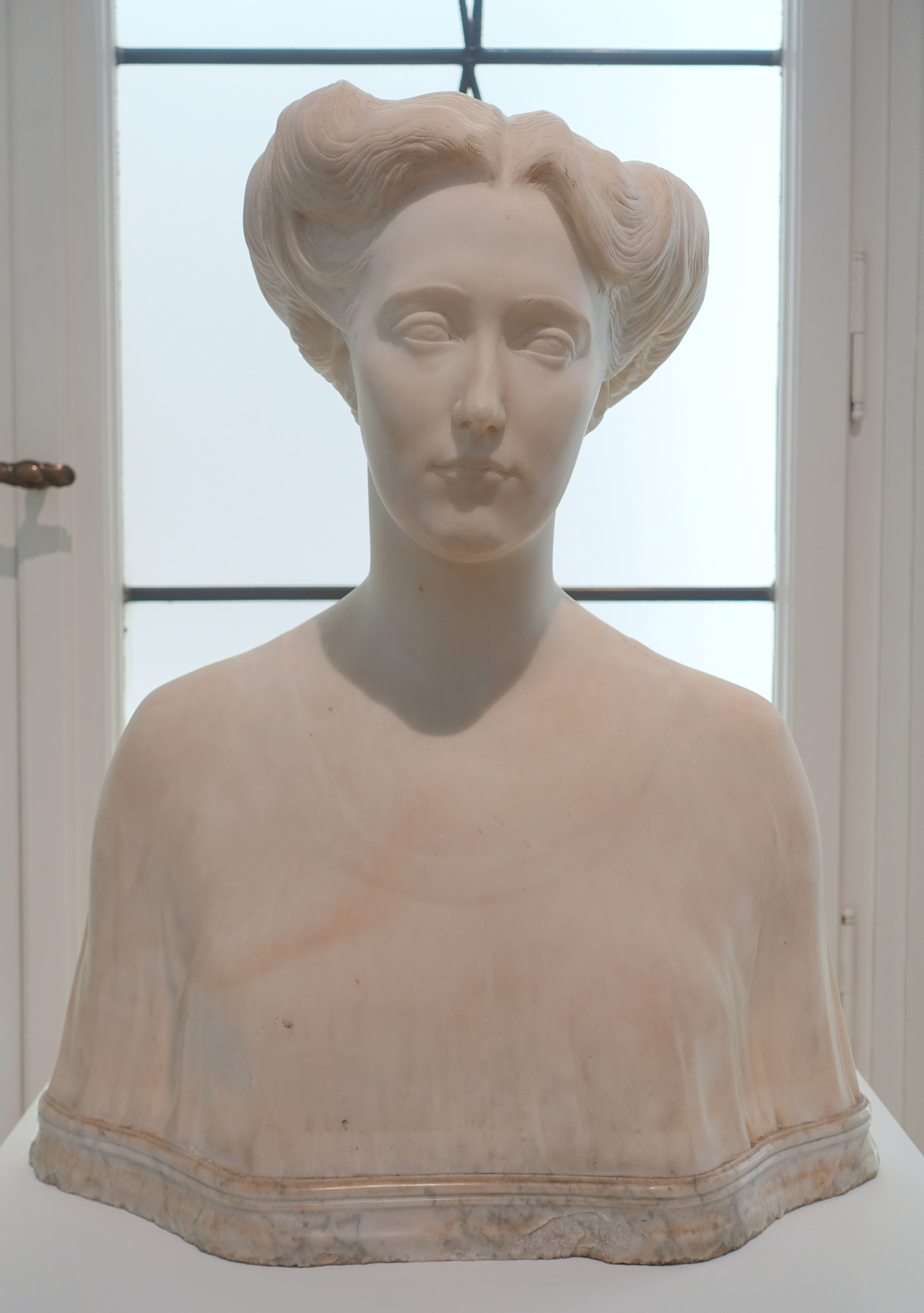
Christa Winsloe, Marmorbüste von Heinrich Jobst

Christa Kate Winsloe (* 23. Dezember 1888 in Darmstadt; † 10. Juni 1944 bei Cluny, Frankreich) war eine deutsch-ungarische Schriftstellerin, Drehbuchautorin, Dramatikerin, Zeichnerin und Bildhauerin.

## Leben und Wirken

### Junge Jahre
Christa Winsloe wurde als Tochter eines Offiziers 1888 in Darmstadt geboren. Als ihre Mutter starb, war sie erst elf Jahre alt. Da ihr Vater mit ihrer Erziehung überfordert war, schickte er sie 1903 ins Kaiserin-Augusta-Stift nach Potsdam, ein Internat für Offizierstöchter. Die Mädchen wurden dort mit militärischem Drill und sehr strengen Regeln erzogen. Diese Zeit wurde für Christa Winsloe ein Albtraum, der sie für ihr Leben prägte und sich auch in ihrem späteren Werk niederschlug. Später konnte sie ein Höhere-Töchter-Internat in der Schweiz besuchen.

### Ausbildung und Beruf
1909 zog sie nach München, da sie als eine von wenigen Frauen Bildhauerei an der Königlichen Kunstgewerbeschule erlernen wollte. Sie modellierte hauptsächlich Tiere, die sie besonders liebte, und verkehrte spätestens seit 1911 regelmäßig in der Villa von Alfred Walter Heymel in der Poschingerstraße 5 in München-Bogenhausen, der ihr zahlreiche Bücher schenkte. Dort begegnete sie spätestens im März 1912 dem Schriftsteller Rudolf Borchardt. 
1913 heiratete sie den ungarischen Zuckerfabrik-Erben, Schriftsteller und Literaturkritiker Baron Lajos Hatvany und zog nach Ungarn. Als der Erste Weltkrieg ausbrach, befanden sich die beiden auf ihrer Hochzeitsreise in Paris und fuhren daraufhin zurück nach Ungarn. Winsloe arbeitete dort weiter als Bildhauerin und hatte Kontakte zu literarischen Kreisen. Am 6. Januar 1918 wurde im Budapester Ernst-Museum eine Ausstellung mit Skulpturen von Christa Winsloe und Gemälden ihres Schwagers Franz Hatvany eröffnet.
In Ungarn lernte sie auch die US-amerikanische Auslandskorrespondentin Dorothy Thompson kennen, die später ihre Freundin und Partnerin werden sollte. 1922 trennten sich Winsloe und Hatvany und Winsloe kehrte zurück nach Deutschland, wo sie sich in Berlin niederließ und ein Atelier einrichtete.
Nach ihrer Scheidung 1924 kaufte Winsloe ein großes Haus im Münchner Viertel Schwabing und lebte dort mit ihren Tieren zusammen, die sie modellierte. Dies trug ihr den Spitznamen Meisterin des Meerschweinchens ein. Sie begann nun auch zu schreiben und veröffentlichte erste Artikel im Berliner Tageblatt, im Magazin Querschnitt, in der Vossischen Zeitung und im Tempo. Sie gehörte der Münchner Bohème an und war unter anderem mit Kurt Wolff, Erich Mühsam, Joachim Ringelnatz und Erika und Klaus Mann befreundet.
Auch ihr erstes aufgeführtes Theaterstück fällt in diese Zeit: Das Schauspiel Ritter Nérestan (das ausschließlich Frauenrollen vorsah) wurde 1930 in der Inszenierung von Gertrude Langfelder am Leipziger Schauspielhaus uraufgeführt und ein großer Bühnenerfolg, der deshalb kurze Zeit später unter dem Titel Mädchen in Uniform (1931) von Leontine Sagan verfilmt wurde und die Autorin für kurze Zeit weltweit berühmt machte. Außerdem schrieb Winsloe eine Romanfassung dazu unter dem Titel Das Mädchen Manuela und weitere Theaterstücke wie Schicksal nach Wunsch und Sylvia und Sybille.
Nach der Machtübernahme durch die Nationalsozialisten begab sich Winsloe, die seit ihrer Heirat ungarische Staatsbürgerin war, mehr und mehr auf Reisen. Gemeinsam mit Dorothy Thompson, mit der sie eine leidenschaftliche Liebe verband, ging sie erst nach Italien und später in die Vereinigten Staaten. Dort schrieb sie unter anderem für die Saturday Evening Post, den Harper’s Bazaar und das Ladies Home Journal. Unter anderem versuchte sie sich als Drehbuchautorin in Hollywood, wo sie jedoch keinen Erfolg hatte. Schließlich kehrte Christa Winsloe nach Europa zurück, wo sie sich in Südfrankreich niederließ. Hier lebte sie mit ihrer Lebensgefährtin, der Schweizer Übersetzerin Simone Gentet, zusammen.

### Zweiter Weltkrieg und Tod
Kriegsbedingt mussten sie sich Anfang 1944 in Cluny in Burgund niederlassen. Um der Armut, Einsamkeit und Perspektivlosigkeit in ihrem Exil zu entkommen, hatte Winsloe seit 1942 versucht, ein deutsches Visum zur Durchreise nach Ungarn zu erhalten. Bevor sie die nach langer Wartezeit genehmigte Reise im Sommer 1944 antreten konnte, entführte eine Gruppe Franzosen Gentet und sie in den von der Résistance kontrollierten Wald von Cluny und erschoss beide am 10. Juni 1944. 
Der Hintergrund der Tat ist ungeklärt. Klaus Mann meldete in einem Brief aus Paris vom 1. Juli 1945, offenbar in Frankreich kursierende Gerüchte über die Gründe der Hinrichtung wiedergebend, dass in Winsloes Riviera-Haus deutsche Offiziere versteckt gewesen seien. Dann hatte Hilde Walter, eine in der deutschen Emigration in den Vereinigten Staaten anerkannte Journalistin, am 2. Juni 1946 in der „Neuen Volkszeitung“ die Hinrichtung Winsloes unter der Überschrift „Was hat Christa Winsloe getan?“ mit allerlei Mutmaßungen gemeldet. Dies veranlasste Thompson, den französischen Botschafter in den Vereinigten Staaten um Aufklärung zu bitten. Er teilte ihr im Dezember 1946 mit, dass Winsloe nicht vom Maquis festgenommen wurde, sondern von einem Mann namens Lambert ermordet wurde, der „fälschlich behauptet, er hätte Anordnungen einer Untergrundorganisation ausgeführt“. Lambert „ist nunmehr im Gefängnis“ und werde angeklagt wegen vorsätzlichen Mordes. Der amerikanische Autor Peter Kurth ging später der Mordanklage nach. Er erhielt im Juni 1987 aus Frankreich die Namen der drei Mitangeklagten Lamberts und die Auskunft, alle vier Angeklagten seien im Jahre 1948 freigesprochen worden und dass dazu mehr nicht mitgeteilt werden könne. In der 2012 veröffentlichten Biografie zu Christa Winsloes Leben nimmt die Autorin Doris Hermanns Bezug auf die Prozessunterlagen, aus denen hervorgeht, dass es als erwiesen angesehen wurde, dass Winsloe und Gentet keine Spioninnen waren. Die Angeklagten seien 1948 freigesprochen worden mit der Begründung, dass das Verhalten der Frauen Argwohn geweckt habe, dabei handelt es sich aber, so Hermanns, um einen „schrecklichen Irrtum“.

## Werke
Christa Winsloe schrieb das Theaterstück Ritter Nérestan (Uraufführung in Leipzig 1930, zweite Inszenierung 1931 unter dem Titel Gestern und heute im Berliner Theater in der Stresemannstraße sowie anschließend in den Hamburger Kammerspielen und am Deutschen Volkstheater in Wien in einer Inszenierung von Rudolf Beer) über die lesbische Liebe einer Internatsschülerin zu ihrer Lehrerin, mit dem sie ihre Jugendjahre als Zögling im Kaiserin-Augusta-Stift in Potsdam literarisch aufarbeitete. Das Stück wurde ein solcher Erfolg, dass es bereits 1931 unter dem Titel Mädchen in Uniform verfilmt wurde. Zwar schrieb Winsloe das Drehbuch selbst, aber die Regisseurin Leontine Sagan veränderte das Ende und lenkte den Blick weniger auf die lesbische Beziehungsgeschichte als auf die Kritik am Erziehungssystem der damaligen Zeit. Winsloe verfasste daraufhin 1933 das Buch zum Film: In dem Roman Das Mädchen Manuela korrigierte sie das Happy End des Films, unter dessen Titel dann aber trotzdem die späteren Auflagen des Romans erschienen.
1958 entstand das Remake des Films, ebenfalls mit dem bekannten Titel Mädchen in Uniform, unter der Regie von Géza von Radványi, mit Romy Schneider, Lilli Palmer und Therese Giehse in den Hauptrollen. Bereits zuvor hatte es in Mexiko und in Japan Neuverfilmungen des Stoffes gegeben: Muchachas de uniforme (Mädchen ohne Liebe, 1951) von Alfredo B. Crevenna und Onna no sono (1954) von Keisuke Kinoshita. Christa Reinig schrieb in literarischer Auseinandersetzung mit Winsloes Werk die Erzählungen Mädchen ohne Uniform (1981) und Die ewige Schule (1982).
Schauspiele
- Damen auch? Lustspiel. 1929 (unaufgeführt). Thomas Sessler Verlag, Wien 2024.
- Gestern und heute. Schauspiel in drei Akten und zwölf Bildern. Georg Marton, Berlin 1930. UA: 30.11.1930, Schauspielhaus Leipzig
- Sylvia und Sybille. Schauspiel in sechs Bildern. LITAG Theaterverlag, München 1931.
- Schicksal nach Wunsch. Eine Zeit-Komödie in vier Teilen und einem Vorspiel. Georg Marton, Berlin 1932. UA: 09.09.1932, Kammerspiele des Deutschen Theaters Berlin
- Heimat in Not. 1935 (unaufgeführt, bislang unveröffentlicht)
- Der Schritt hinüber. Komödie in drei Akten. Reiss, Basel 1940.
- Aino. 1943 (unaufgeführt, bislang unveröffentlicht)
- Viktoria. o. A. (bislang unveröffentlicht)
- Das Recht auf Lazarus. o. A. (verschollen)

Romane
- Das schwarze Schaf. 1913 (unveröffentlichter Debüt-Roman, aus dem Nachlass).
- Das Mädchen Manuela. Der Roman von: Mädchen in Uniform. Leipzig: E. P. Tal & Co., 1933; 2. Aufl. 1934; Berlin : Krug & Schadenberg, 2012 (Neuausgabe, hrsg. und mit einem Nachwort von Doris Hermanns, ISBN 978-3-930041-85-5).
  - zugleich erschienen im deutschsprachigen Exilverlag Allert de Lange, Amsterdam. 1933, 2. Aufl. 1934.
  - erschienen in englischer (1934), portugiesischer (1934), spanischer (1934), tschechischer (1935), katalanischer (1935), niederländischer (1935) und französischer (1972) Übersetzung.
- Die halbe Geige. 1935 (unveröffentlicht, im Nachlass).
- Passeggiera. Roman. Amsterdam: Allert de Lange, 1938.
- Life begins. London: Chapman & Hall, 1935 (ins Engl. übers. v. Agnes Neill Scott).
  - unter dem Titel  Girl alone veröffentlicht in New York: Farrar & Rinehart, 1936.
- Aiono. 1943 (unveröffentlichter, letzter Roman, im Nachlass).

Feuilletons (Auswahl)
- Feuilleton. Die fliegende Dame. Eine Lustreise. In: Neues Wiener Journal, 7. Juni 1922, S. 3 (online bei ANNO).
- Auto-Biographie und andere Feuilletons. Berlin: AvivA, 2016 (hrsg. und mit einem Nachwort von Doris Hermanns, ISBN 978-3-932338-83-0).

Zeitungs- und Zeitschriftenartikel (Auswahl)
- Hauptprobe in Oberammergau. In: Neues Wiener Journal, 14. Mai 1922, S. 7–8 (online bei ANNO).
- Herr X wird ohne Gattin zum Tee gebeten. In: Prager Tagblatt, 21. März 1930, S. 3 (online bei ANNO).
- Ich modelliere Tiere. In: Die Bühne, Heft 4/1931, S. 24–25, 59 (online bei ANNO). (Mit Fotos.)

Briefe
- "allen Freunden so liebenswert" : Christa Winsloes Briefe an Dr. Walther Feilchenfeldt 1940-1944 : mit zwei Beilagen und seinem Briefwechsel mit Hertha von Gebhardt, herausgegeben von Konrad Feilchenfeldt, Bielefeld : Aisthesis, 2023, ISBN 978-3-8498-1903-3.

## Rezeption
Christa Reinig schreibt über Christa Winsloe: „Sie war immer eine ‚von denen‘. Für die bürgerliche Welt, der sie doch angehören wollte, war sie eine von den Offizierstöchtern. Für die Künstlerkollegen im Atelier war sie eine von den Weibsbildern, die eigentlich nicht Aktzeichnen, sondern selbst die Hüllen fallen lassen sollten. Für die Literatur war sie eine von den Schreibmamsells, die Frauenromane und Gesellschaftskomödien schreiben. Für die Emigranten war sie eine von denen, die emigrierten, weil sie halt nicht unter Hitler leben wollten. Da sie nicht jüdisch und nicht politisch war, war kein Komitée und keine Behörde für sie zuständig. Und im Krieg war sie eine von denen, die wehr- und waffenlos durch die Gegend rannten. Immer zwischen allen Fronten. Keine menschliche Gesellschaft fing sie auf.“